# Trådløs HDMI
Trådløs HDMI er en betegnelse for trådløst high-definition audio- og videosignaler til almindelige forbrugerelektronik-produkter. 
Der er ingen officiel trådløs standard, der inkluderer navnet HDMI, som er registreret varemærket tilhørende HDMI Licensing LLC. 
I øjeblikket, er de fleste trådløse transmissionsteknologier licensfri. Dette omfatter radiofrekvenserne 5 GHz, 60 GHz eller 190 GHz. Eksempler på dette er:
- Diverse protokoller til trådløs transmission af billede og lyd ( LG "Wireless 1080p", Philips "Wireless HDTV Link", Sony "Bravia Wireless Link", Asus "Wireless Display Connectivity", osv.).

- Derudover er der forskellige teknologier, som prøver at blive standarder (f.eks. WirelessHD , Wireless Home Digital Interface og Wireless Gigabit Alliance).

- Teknologier som arbejder over 802.11n og lignende brugerflader

- Dongles som udnytter teknologier som dette, som f.eks Chromecast og Airtame.

Derudover er trådløse HDTV (også kendt som WiDi) i gang med at blive udviklet. I 2010, begynder Toshiba .
at udvikle sin første model, og siden er Samsung også i gang med at udvikle.